# 성 게오르기우스의 날
성 게오르기우스의 날은 성 게오르기우스를 기념하는 날이다. 영국이나 스페인 등에서는 게오르기우스가 순교한 기일인 4월 23일에 해당한다. 정교회 지역은 5월 6일(율리우스력 4월 23일) 이외에 가을에도 공휴일이 있는 지역도 있어, 조지아는 11월 23 일, 러시아는 12월 9일에 더 크게 열린다. 이 외에도 지역별, 또한 부활절과의 관계에 의해, 이외의 날이 공휴일로 될 수 있다. 불가리아(5월 6일)와 조지아(11월 23일)에서는 성 게오르기우스의 날이 공휴일이다.